# Subrioides insulana
Subrioides insulana är en insektsart som beskrevs av Willemse, C. 1966. Subrioides insulana ingår i släktet Subrioides och familjen vårtbitare. Inga underarter finns listade i Catalogue of Life.